# 譚光磊
譚光磊（Gray Tan，1979年—），筆名灰鷹爵士，台灣知名國際圖書版權經紀人、出版家、奇幻文學翻譯家，《冰與火之歌》系列繁體中文版翻譯者，光磊國際版權創辦人。
譚光磊在學生時代就以譯介歐美奇幻文學聞名，入行後形成有別於當時業界慣例、具有獨特風格的推薦書訊寫法，並逐漸突破大型代理商的市場限制，建立過去罕見的國際版權代理經營模式。他讓台灣出版界重拾對西方通俗文學的信心，也是東亞各語種文學在西方市場的重要推手，被譽爲改寫台灣版權經紀行業的開創者。

## 生平

### 早年
譚光磊的父母都是中學教師，家中藏書甚豐，除了亞森羅蘋系列、世界名著，也有六、七○年代爾雅出版社的年度小說選，無形之中培養了他大量閱讀的基礎。中學時期，他發現喜歡的電腦遊戲多改編自歐美奇幻文學，但台灣還沒翻譯，於是只好找英文版來用字典慢慢讀，逐漸養成閱讀原文的習慣。父親也規定他「要打電動可以，只能玩英文版遊戲」，為此他花了好幾萬元投入當時最流行的集換式卡片遊戲「魔法風雲會」裡，也開始閱讀歐美奇幻小說，英文能力突飛猛進。
高中就讀於中部名校台中一中，學校旁的敦煌書局成為他吸收奇幻相關資訊的源頭，在學時即以筆名「灰鷹爵士」（Sir Grayhawk）縱橫奇幻文學論壇。分組時，他原本選擇自然組，卻在高三下學期參加教育部主辦的英語資優生甄試，錄取保送入學台大外文系。此時他認識了出版社的編輯，開始翻譯多本遊戲手冊、以及改編自遊戲「魔法風雲會」的長篇小說《魔法風雲會：瑞斯風暴》。大學一年級時，他整理自己從奇幻小說、魔法牌和電腦遊戲學習英文的經歷，出版為《學習英文魔幻之鑰：「灰鷹爵士」譚光磊的魔幻英文之旅》及《英文小怪傑》等書。

### 翻譯奇幻文學
大學時期，他擔任台大電機 Maxwell BBS討論板「幻想小說及外國電腦遊戲板」板主，並創辦了中文世界第一份奇幻文學電子報《逐夢疆界：灰鷹爵士的幻想論壇》。他讀遍英美主流奇幻文學，並為了磨練中文能力，開始研究張愛玲、二月河、高陽、朱天文等人的文筆，夢想是將《冰與火之歌》作者喬治·馬丁的作品全部翻譯完畢。他特別喜歡具有歷史風味或宮廷鬥爭的作品，希望翻譯時有二月河那樣的歷史味道，因此在每個字的細節上都嘗試揣摩具宮廷意味、帶有懷舊感傷色彩和史詩筆觸的用字。
多年後，中國翻譯家屈暢在翻譯《冰與火之歌》簡體版之前，曾閱讀已出版的台灣版譯本，認為譚光磊的版本很難超越。簡體版引進人鄒禾也認為，譚光磊的文字呈現出一種他很欣賞的文人氣質。鄒禾和屈暢都指出，譚光磊曾是給予他們許多啟迪的優秀譯者，甚至從《冰與火之歌》發展史上看，「譚本」也是他們所推崇的「風格主義」上一個具有強烈意義的開端。
除了翻譯工作外，譚光磊此時就展現資訊蒐集狂的特質，持續追蹤英美奇幻作家及其經紀人名單。到大學畢業時，名單已累積五百筆以上，成為他個人特有的資本。離開學校，立刻有出版社找他當編輯，但他認為編輯一年頂多出幾十本書，當翻譯可能要半年才能翻完一本書，似乎只有當版權代理，才能把自己喜歡的奇幻文學大量引進台灣，因而沒有從事編輯工作。

### 入行
2004年，在台大外文所念了一年之後，譚光磊因為與朋友開發電腦遊戲而決定休學。當時團隊有人當兵，進入有競業禁止條款的遊戲公司服國防役，因此只能中斷遊戲開發事業。由於投資方分期付款，便要求團隊返還已付金額，大部分成員都由家人協助給付，但譚光磊認為不合理，與另位成員和對方打官司。得到敗訴結果後，他黯然結束做遊戲的夢想，重回奇幻文學之路。當時他在美國雜誌《軌跡》（Locus）發現「文學經紀人」（Literary Agent）這門職業，覺得「一個王牌經紀人轄下很多大作家，可以幫這些大作家推書很厲害」。他除了繼續當譯者之外，還和出版社合作選書，在禮筑外文書店奇幻專櫃負責原文書採購，並開始做版權代理。
後來他任職於專門代理歐洲圖書的家西書社，兼職開拓英語市場業務。原本想復學的他去了一趟法蘭克福書展後，發現工作和學業難以取得平衡。當年11月，他讀到美國作家丹尼斯·勒翰的《雨的祈禱》（Prayers for Rain），當時納坦颱風來襲停課數天，他一整週都泡在勒翰世界裡，看得廢寢忘食、著迷於他的文字。譚光磊驚訝地發現，《雨的祈禱》只是系列作最後一本，且一系列版權還在，他馬上寫信向勒翰的經紀人瑞騰堡（Ann Rittenberg）索取樣書，「版權經紀」此後全然佔據譚光磊生活重心，外文所學業也從此放棄。
當時外文書籍的繁體中文版權代理市場，幾乎都由「大蘋果」及「博達」兩大版權代理商分食。這兩家龍頭手上都是大客戶，不用向出版社推薦也能很快賣出版權，因此負責英文書的出版社編輯只會收到一封簡單的英文書訊，具有個人風格的推薦書訊在台灣出版界並不盛行。譚光磊剛入行時，他的書訊中也只呈現比較表面的「賣出德國、英國、法國等幾國版權」、「上了什麼排行榜」等資訊。經過一段時間的摸索，他已能詳細寫出「德國的這家出版社出過什麼書，法國的這家出版社出過什麼書」，甚至能挖掘出版社之間的共同特色在書訊中提及。然而兩大版權代理商壟斷的情況下，譚光磊就算看到不錯的書想爭取代理權，卻常得到國外出版社回信，說已經與別人合作了。

### 初出茅廬
雖然屢遭拒絕，他仍地毯式搜尋國外市場的版權成交報告，查找每本書前面的謝辭、作家網站，試圖釐清各家出版社與版權代理商的合作關係。按照當時的行規，通常版權代理公司只是將國外出版書目寄給各出版社，要什麼書由出版社自行決定。但譚光磊卻主動蒐集國外書訊，將自己的閱讀心得、作者介紹與在國外市場的反應，很完整地整理給各出版社。
過程中，有台灣出版社想要買入《好個惹禍精》等書的國外版權，卻遲遲找不到版權負責人。看準其他大型版權代理商無瑕照顧這些小出版社，譚光磊主動協助台灣出版社聯絡作者及經紀人，先向對方坦承自己經驗不多，但強調自己「對這本書很有興趣，非常想要試試看」。面對譚光磊鍥而不捨的聯絡，對方表明自家雖然已有合作的版權代理商，但如果他能在一個月找到買家，這筆生意就歸他。已掌握買家資訊的譚光磊迅速為買賣雙方談定交易細節，完成第一本由自己代理的作品。
後來他因緣際會注意到一本越南裔美國人的作品《鹽之書》，便聯繫該書的海外版權經紀人錢德勒．克勞福德（Chandler Crawford）買下版權。錢德勒隨口問他要不要看一下《追風箏的孩子》，譚光磊發現這本書在美國當時賣得平平，但電影公司夢工廠已買下電影翻拍權。他抱著姑且一試的心情請錢德勒寄樣書過來。後來《追風箏的孩子》登上美國各大報的排行榜冠軍，也引起了國內出版社的注意，他給每間出版社兩週的時間看樣書，並由「讀書共和國」集團旗下小型出版社木馬文化以六千美元標下。當時木馬文化正計畫推出當代小說系列，《追風箏的孩子》看似是不錯的試金石。2005年，《追風箏的孩子》繁體版售出四十萬冊，簡體版逾千萬冊，成為當年書市的超級暢銷書，也開啟台灣翻譯小說熱潮。譚光磊初入行的第一年，就賣掉了一本在台灣也暢銷的大書，公認為相當難得的成績。

### 確立風格
譚光磊開始自行為外文作品撰寫中文書介，把生硬的出版資料寫成有趣的情節，介紹一本書幕前幕後的故事，如作者的創作歷程、故事來源、國外版權交易的激烈爭奪等。過程中他逐漸養成組織、提煉及資訊整合的能力，能用幾千字篇幅、就把一個數十萬乃至上百萬字的故事講得扣人心弦，並傳達故事的重點、賣點、作者生平花絮、相關出版圈軼事等。有時他甚至連書名都幫忙想好，例如《燦爛千陽》、《我在雨中，等你》等書，出版社就是直接沿用譚光磊在書訊中暫譯的書名。短短幾年之內，看慣英文書訊的同行便被譚光磊的熱血中文書訊所吸引。這種革命性的版權代理服務，讓他代理的書迅速找到賣家，也獲得更多出版社的認可。「譚式書訊」逐漸累積口碑，不斷發酵，在他的部落格「灰鷹巢城」上，書訊的讀者已不僅限於出版界的編輯，也成爲許多普通讀者購買歐美小說的參考資訊。曾有出版社總編輯笑稱「看譚光磊的書訊，好像每本書都不能不買。」
2006年，譚光磊在亞馬遜網路書店瞄見《風之影》英文版簡介，結合魔幻寫實及推理元素的劇情，讓他一看就愛上。查到原文為西班牙書後，雖然他一句西文都不會講，還是立刻去信表達代理意願。代理《風之影》的經紀人很乾脆，認為西班牙小說在亞洲不好賣，便不抱太多期望地回了譚光磊一句「你想賣就拿去吧！」沒想到不久後，《風之影》在未經特別宣傳下，全球售出四十餘國版權、熱賣數百萬冊，橫掃文壇，讓歐洲媒體以作者名字命名為「薩豐狂熱」，譚光磊也以約一萬歐元（當時約合台幣43萬元）的高價將版權賣給圓神出版社，自此奠定其「鷹眼」之譽。
2006年，譚光磊在參加北京書展時，於後海的水牛石酒吧認識北京出版社編輯、出身上海的藺瑤。兩人因《風之影》繁簡中文版之版權代理而搭上線，後來結為連理。譚光磊的母親當年流產了一個女兒，比譚光磊小三歲，而藺瑤也比譚光磊小三歲，譚媽媽因此覺得藺瑤有可能就是自己心裡那個「不存在的女兒」。這段橫跨兩岸的愛情故事曾經登上中國生活媒體《三聯生活周刊》。
2008年之前，譚光磊每年約能賣掉150到200本西方文學的版權，包括後來佳評如潮的《風之影》、《姊姊的守護者》、《不存在的女兒》、《失竊的孩子》、《失物之書》等，幾乎以一人之力、讓台灣出版界重拾對西方通俗文學的信心，光是這些書就替台灣出版業帶來數千萬元產值。

### 創業
2008年，譚光磊成立「光磊國際版權經紀有限公司」（The Grayhawk Agency），主要經營外文圖書的中文和東南亞語言翻譯授權。除了台灣之外，光磊版權的合作對象涵蓋中國、香港、日本、韓國、泰國、越南和印尼出版社，代理歐美各國超過兩百家的外國出版社和經紀公司。
2009年，他代理加拿大華裔作家張翎的《金山》，賣出英、法、荷、義等十國版權。之後幾年，又將暢銷中國的文革愛情小說《山楂樹之戀》、遲子建的《額爾古納河右岸》、諜戰作家麥家的《解密》和《暗算》、香港才女作家鍾曉陽的《遺恨傳奇》、香港推理作家陳浩基的《13·67》推向國際，並陸續代理陳楸帆、顏歌、紀蔚然、王定國、馬家輝、三毛和邱妙津等華文作者，將其作品授權到全球三十餘國。
譚光磊在多年推書過程中，逐漸養成獨特的「類比」推薦法，例如他就形容王定國的《敵人的櫻花》為台灣現代版的《大亨小傳》、馬家輝的《龍頭鳳尾》像是丹尼斯·勒翰的《夜行人生》。他認為類比本身也要有名，光是《色，戒》不行，還要講是李安的電影。比如他曾發現《夜行人生》的知名度不如《神秘河流》，所以光講書名還不夠，必須把勒翰的名字搬出來。
2010年，根據美國出版網站「出版者市場」（Publishers Marketplace）的文學經紀成交量統計，光磊版權在「美國和非英語系的國際小說」類別以117筆成交量排名第一，一定程度上影響了華文讀者閱讀歐美小說的口味。同年12月，美國出版網站「守門人」（The Gatekeepers Post）舉辦「年度出版界傑出人士」票選活動，由美國出版界編輯、經紀人和行銷人員推選年度傑出人物，譚光磊是唯一獲選的非美國籍人士。

### 輸出台灣版權
2012年，譚光磊成功代理台灣著名作家吳明益的《複眼人》版權，成為他賣到歐美的第一本台灣小說家作品。起因是前一年他讀到該書後，認為這本有點生態環保意識、又有點魔幻寫實的小說非常特別，決定代理這本書。他一邊找人寫審讀報告，一邊準備英、西、荷、德、波蘭文等樣稿，並親自寫了長達20頁的分章大綱，解釋章節與角色視角的對應關係，讓人對故事內容一目瞭然。在當年倫敦書展上，他向許多編輯講述這個故事，後來藍燈書屋旗下的哈維賽科出版社編輯蕾貝卡·卡特（Rebecca Carter）聯絡上他，說這個故事「一直在我腦中盤旋、揮之不去」，並決定簽下版權。
之後在多倫多國際作家節，譚光磊結識美國知名嚴肅文學出版社「萬神殿圖書」中負責村上春樹作品的編輯。這位編輯請譚光磊推薦一些中文書給她，結果她對《複眼人》表現出極高的興趣，決定引進美國市場。這不僅是美國大型出版社第一次簽下台灣小說，也是台灣第一件非政府補助的國際圖書版權交易。《複眼人》接連賣出英美版權後，譚光磊興奮地在部落格宣告：「身為一個在台灣長大的出版人，這是我做版權近8年來最驕傲的一刻。」
2013年起，光磊版權承辦文化部「出版經紀及版權人才研習營」（Taipei Rights Workshop）專案，每年邀請外國出版人來台參訪圖書產業，並與台灣版權人交流，至今已促成近百位歐美和亞洲編輯、譯者、書探和經紀人來台，並藉由「Books from Taiwan」網站和專刊，每年嚴選台灣原創好書介紹給全球出版商。
2015年，光磊版權代理台灣原創著色畫本《奇幻夢境》賣出17國版權，創下台灣書籍史上最多國家授權版權紀錄。
2018年，光磊版權成立影視授權部門，與華語世界片商合作，也和英國及好萊塢的影視公司建立合作關係。

## 主要作品

### 著作
- 學習英文魔幻之鑰：「灰鷹爵士」譚光磊的魔幻英文之旅（1999年，幼獅文化）
- 英文小怪傑（1999年，幼獅文化）

### 翻譯
- 《魔法風雲會：瑞斯風暴》系列（1998年，尖端出版）
- 《冰與火之歌》系列（2002年，高富出版；2011年，高寶出版）
- 《永恆之王：亞瑟王傳奇》系列（2004年，繆思出版；2017年，木馬文化，與簡怡君合譯）